# Pornografia de Pokémon
Pornografia de Pokémon (também chamada de poképorn) existe desde ao menos 1999, quando uma artista foi presa por produzir um doujinshi erótico dos personagens. Desde então, se tornou uma das franquias com mais pornografia.

## Descrição
Pornografia de Pokémon pode envolver tanto os treinadores Pokémon quanto os próprios Pokémons, e pode apresentar atos sexuais entre ambos. Os Pokémons podem mostrar aspectos mais humanos, sendo conhecidos como "anthro", ou mostrar aspectos mais animalescos, conhecidos como "feral". O conteúdo pode ser em forma de desenhos, em sites como Gelbooru ou e621, ou animações, vídeos 3D e live-action, em sites como Pornhub. Coleções de pornografia de Pokémon podem ser encontradas em websites como DeviantArt, Pixiv e Newgrounds, e podiam ser encontradas no Tumblr antes de seu banimento de conteúdo adulto. Também existem comunidades no Reddit dedicadas a compartilhar tal conteúdo, com o subreddit principal sendo r/PokePorn. Conteúdo lolicon e shotacon relacionado a Pokémon também existe, mas é banido em muitos websites. Fanfics eróticas também existem. Os artistas podem usar o Patreon para monetizar seu trabalho e compartilhar conteúdo exclusivo.

## História e popularidade
Em 1999, ocorreu o incidente do doujinshi de Pokémon [en], onde uma artista foi presa suspeita de quebrar as leis de direitos autorais do Japão por criar um mangá mostrando atos sexuais entre Pikachu e Ash Ketchum, os personagens principais do anime Pokémon. De acordo com a Nintendo, o mangá "destruia a imagem de Pokémon". No final da década de 2010, paródias live-action receberam atenção da mídia, como a paródia de 2015 Strokémon, e a paródia de 2016 em VR de Pokémon Go, Poke a Ho: Misty.
Depois do lançamento de Pokémon Go em 6 de julho de 2016, Pornhub declarou no dia 11 que pesquisas por pornografia de Pokémon aumentaram em 136%, com homens sendo 62% mais prováveis de pesquisar pelo termo e sendo 336% mais popular na faixa etária de 18 a 24 anos. Os dados mostraram que países da América Latina, incluindo o Brasil, tinham muito mais chances de pesquisar por pornografia de Pokémon. Outro website pornô, xHamster, também disse no mesmo dia que, desde o lançamento de Pokémon Go, os termos mais pesquisados do site eram "Pokemon", "Pikachu", "Hentai", e "Anime".
Em dezembro de 2018, o diretor de comunicaçõs do Pornhub, Chris Jackson, disse que as três pesquisas mais populares relacionadas a Pokémon eram Gardevoir, Eevee e Lopunny, com os principais humanos sendo Misty, Serena e Jessie. De acordo com a Vice, Gardevoir e Lopunny são muito populares também em outros websites, assim como Lucario. Em 2023, dados compilados nos sites Rule34.xxx e Sankaku Channel mostraram que Pokémon era a franquia de mídia com mais pornografia, com uma grande vantagem sobre as outras. Também mostrou que os próprios Pokémon eram preferidos em relação aos treinadores, com as principal escolha sendo Lucario, seguido por Gardevoir.
A comunidade inspirou memes que ficaram conhecidos além da própria fandom, como "Vaporeon copypasta".